# Da Qaidam
Da Qaidam är en administrativ kommission i den autonoma prefekturen Haixi i Qinghai-provinsen i västra Kina.
Den ligger omkring 580 kilometer väster om provinshuvudstaden Xining.